# Люткевич Віталій Вікторович
Віталій Вікторович Люткевич (4 квітня 1980, м. Київ, СРСР) — український хокеїст, захисник. Виступає за «Супутник» у ВХЛ. 
Виступав за «Динамо-2» (Москва), «Авангард» (Омськ), «Нафтохімік» (Нижньокамськ), «Сибір» (Новосибірськ), «Динамо» (Москва), «Олімпія» (Кірово-Чепецьк), МВД (Твер), «Нафтовик» (Леніногорськ), «Керамін» (Мінськ), «Сокіл» (Київ), «Динамо» (Мінськ), «Шахтар» (Солігорськ), «Донбас» (Донецьк).
У складі національної збірної України провів 35 матчів (1+7), учасник чемпіонатів світу 2001, 2005, 2007, 2008 (дивізіон I), 2009 (дивізіон I) і 2011 (дивізіон I).
Досягнення
- Чемпіон Білорусі (2008), срібний призер (2010)
- Чемпіон Росії у вищій лізі (2002)
- Володар Кубка Білорусі (2008)
- Володар Кубка Шпенглера (2009).